# LEGEND OF WIND
「LEGEND OF WIND」（レジェンド・オブ・ウィンド）は、TRFの17枚目のシングル。1996年12月11日にavex traxより発売された。

## 解説
1996年5作目のシングル。同年の『第47回NHK紅白歌合戦』では当楽曲を歌唱した。なお2024年現在、TRFは同年以降紅白に出場していない。
JAL「ハワイ・キャンペーン」CMソングに起用された。
今作で小室哲哉がプロデュースから離れ、再度小室が楽曲を提供するのは2002年発売の『VARIOUS ARTISTS FEATURING songnation』に収録された「One Nation」、シングルとしては2006年発売の「We are all BLOOMIN'」となる。
当作品をリードシングルとした小室プロデュースによるオリジナル・アルバムを1997年2月に発売する予定があり、実際にレコーディングも行われていたが、実現しなかった。
ロサンゼルスの奏者によるスティールパンの生演奏を取り入れている。
2006年11月29日に廉価版としてマキシシングルで再発売された。
2013年2月21日放送『音楽ノチカラ』（読売テレビ）で小室が「BOY MEETS GIRL」の続編として制作したとコメントしている。また小室は、2013年10月24日の自らのTwitterで3年後という設定があったと発言している。

## 収録曲
| 全作詞: 小室哲哉、全作曲・編曲: 小室哲哉・久保こーじ。 |                                     |          |                       |      |
| #                                                      | タイトル                            | 作詞     | 作曲・編曲            | 時間 |
| 1.                                                     | 「LEGEND OF WIND (STRAIGHT RUN)」   | 小室哲哉 | 小室哲哉・ 久保こーじ | 5:50 |
| 2.                                                     | 「LEGEND OF WIND (WHISKY BAR MIX)」 | 小室哲哉 | 小室哲哉・ 久保こーじ | 7:00 |
| 3.                                                     | 「LEGEND OF WIND (INSTRUMENTAL)」   | 小室哲哉 | 小室哲哉・ 久保こーじ | 5:48 |
| 合計時間:                                              | 合計時間:                           | 18:38    |                       |      |

### クレジット
- Produced : 小室哲哉
- Mixed : Eddie Delena
- Additional Production (#2) : Robert Arbittler, Gary Adante (Noisy Neighbors)

## 収録アルバム
- 『WORKS -THE BEST OF TRF-』
- 『TRF 15th Anniversary BEST -MEMORIES-』
- 『TRF 20TH Anniversary COMPLETE SINGLE BEST』

## カバー
- 鷹梁ミナト（CV.五十嵐雅） - 2019年7月10日発売予定のシングル『KING OF PRISM -Shiny Seven Stars- マイソングシングルシリーズ 鷹梁ミナト』に収録。テレビアニメ『KING OF PRISM -Shiny Seven Stars-』第6話エンディングテーマ。